# مثلث ديونيسيو فويانيني
مثلث ديونيسيو فويانيني (بالإسبانية: Triángulo Dionisio Foianini) هو الاسم الذي يطلق على حدود بوليفيا مع البرازيل والباراغواي. تكمن أهميته في حقيقة أن هذه الحدود محددة جزئيًا بنهر باراغواي، ونتيجة لذلك، تمتلك بوليفيا طريقًا مائيًا إلى المحيط الأطلسي لا يشمل البرازيل. وبالتالي، تخطط بوليفيا لبناء ميناء رئيسي في بويرتو بوش داخل المثلث.
يجب أن تمر السفن البوليفية حاليًا على طول قناة تامغو التي يبلغ طولها أحد عشر كيلومترًا والتي تربط لاجونا كاسيريس بنهر باراغواي في مدينة كورومبا البرازيلية.